# Bariery handlowe
Bariery handlowe – ogólne określenie opisujące wszelkiego rodzaju działania lub regulacje rządowe ograniczające swobodę handlu międzynarodowego. Mogą występować w wielu formach, wliczając w to:
- cła importowe
- licencje importowe
- licencje eksportowe
- kontyngenty importowe
- podatki
- subsydia
- niepodatkowe bariery celne
- bariery pozataryfowe
- bariery parataryfowe.

Większość barier handlowych charakteryzuje ten sam mechanizm, tj. nakładanie na handel różnego rodzaju sztucznie generowanych kosztów, tak aby wzrosła cena dobra, będącego jego przedmiotem. Rządy mogą blokować wolny handel także w inny sposób - np. oddelegowując małą liczbę urzędników do izb celnych albo wymagając trudnych do spełnienia norm dla produktów. W zamierzeniu ma to faworyzować, bądź chronić krajowych producentów poprzez wyłączenie ich z równorzędnej gry rynkowej. Odbywa się to kosztem interesów konsumenta, ponieważ musi on płacić więcej za dobra i usługi, które w normalnych warunkach byłyby dostępne dla niego po niższych cenach. Jeżeli jedno lub dwa państwa stosują przeciw sobie bariery handlowe wielokrotnie, skutkuje to wojnami celnymi.
Ekonomiści generalnie zgadzają się z tym, że bariery handlowe zjawiskiem niekorzystnym i zmniejszają ogólną wydajność gospodarowania - zostało to udowodnione za pomocą teorii przewag komparatywnych. 
Teoretycznie rzecz biorąc, wolny rynek powoduje usunięcie wszystkich barier handlowych, poza tymi które godzą w zdrowie i bezpieczeństwo publiczne. W praktyce, nawet te kraje, które promują zasady wolnego handlu, intensywnie subsydiują niektóre dziedziny gospodarki, takie jak np. rolnictwo czy przemysł metalurgiczny.
Pozostałe bariery handlowe wynikają z różnic: kulturowych, zwyczajowych, związanych z tradycją, prawnych, językowych i walutowych.
Przykłady stref wolnego handlu: Północnoamerykański Układ o Wolnym Handlu, SAFTA, UE, Unia Narodów Południowoamerykańskich.